# Tegal Angus
Tegal Angus is een bestuurslaag in het regentschap Tangerang van de provincie Banten, Indonesië. Tegal Angus telt 9167 inwoners (volkstelling 2010).